# شهرستان شیانشی (هبئی)
شهرستان شیانشی (به انگلیسی: Qianxi County) یک شهرستان در چین است که در تانگشان واقع شده‌است.